# Liriomyza oleariae
Liriomyza oleariae är en tvåvingeart som beskrevs av Spencer 1976. Liriomyza oleariae ingår i släktet Liriomyza och familjen minerarflugor. Inga underarter finns listade i Catalogue of Life.